# Damaris Lewis
Damaris Lewis (nacida el 10 de octubre de 1990) es una modelo y actriz estadounidense. Apareció en las ediciones de Sports Illustrated Swimsuit Issues de 2009, 2010 y 2011. En 2018, actuó en la película Infiltrado en el KKKlan.

## Primeros años
Lewis nació y fue criada en Brooklyn, New York. Sus padres son nativos de la isla St. Kitts. Lewis estudio danza en un conservatorio de arte en Fiorello H. LaGuardia High School of Music & Art and Performing Arts.
Lewis fue descubierta mientras interpretaba con su compañía de baile, Restoration Dance Theater en Chelsea Piers. Esperó hasta su segundo año de instituto para firmar un contrato con Elite Model Management.

## Carrera

### Modelo
Lewis ha aparecido en campañas para Black/Up, Clarins, MAC Cosmetics, L'Oréal, e Yves Saint Laurent. Ha hecho reportajes editoriales para Sports Illustrated Swimsuit 2009, 2010, 2011; Essence, Marie Claire Francia, Self, Cosmopolitan, y GQ.
Nick Jonas y Modelinia la seleccionaron para hacer una serie de entrevistas en vídeo de 3 días de duración. Esta plataforma la expuso a una audiencia más amplia. 

### Cine & televisión
Lewis apareció brevemente en la película de 2011 Sin límites, bailando en una escena en un club con Bradley Cooper. También apareció en la película de 2018 de Spike Lee Infiltrado en el KKKlan como Odetta.
Organizó una presentación especial para el título de The Africa Channel Prince! Behind The Symbol: Music Special, durante su Welcome 2 America - 21 Night Stand en el Foro de Los Ángeles.
Lewis protagonizó el vídeo promocional que inició el All-Star Game de la NBA de 2013 jugado en Houston, Texas. Continuó copresentando NBA Style para TNT y NBA TV con Turner Broadcasting durante tres años. En 2016, Lewis copresentó City Slam Dunk Competition, de ESPN.

### Baile
El músico Prince la contrató como bailarina para suWelcome 2 Australia Tour 2012 con The New Power Generation.[cita requerida] Lewis continuó de gira con Prince & NPG en su Welcome to Chicago Tour, de 2012 apareció con la banda en Jimmy Kimmel Live!, y sirvió como su musa para su espectáculo de clausura en SXSW 2013 en Austin, Texas. En el verano de 2013, Lewis viajó a Suiza para interpretar con la banda de Prince en el Festival de Jazz de Montreux. Permaneció siendo su bailarina hasta que él falleció en abril de 2016.

## Vida personal
Tiene un blog, Golden Lenses Photo Archivado el 12 de enero de 2019 en Wayback Machine., decidado a sus experiencias de viaje y a la fotografía.
Lewis lanzó un blog personal, Heels to Hoops, justo antes de los playoffs de la NBA de 2012. El blog incluía seguimientos de juegos de la NBA, entrevistas con celebridades y figuras deportivas, y seguía su detrás-de-las-escenas en la gira australiana.
Desde septiembre de 2009, ha realizado voluntariado con organizaciones como Project Sunshine y The Garden of Dreams, una organización sin ánimo de lucro asoaciada con el Madison Square Garden, y Boys & Girls Clubs of America. Fue presidenta para el baile anual de The Garden of Dreams Foundation, ha organizado tres bailes para un número selecto de niños del área de los tres estados del área de Nueva York desde 2014. Lewis fue instalada recientemente en el Salón de la Fama de Boys & Girls Club.[cita requerida]

## Filmografía
- Sin límites (2011)
- The Tale of Timmy Two Chins (2013)
- ¿Cómo se escribe amor? (2014)
- Listen Up Philip (2014)
- Infiltrado en el KKKlan (2018)
- Titanes. (2019).